# Dykkerantilope
Dykkerantilopen (Sylvicapra grimmia), også kaldet almindelig dykkerantilope, er en lille antilopeart af underfamilien dykkerantiloper inden for de skedehornede pattedyr. Den lever i det vestlige, centrale, østlige og sydlige Afrika, det vil sige stort set i hele Afrika syd for Sahara bortset fra Afrikas Horn og regnskovene i det centrale og vestlige af kontinentet. Generelt lever de, hvor der er tilstrækkelig med føde og mulighed for hurtigt at gemme sig – "dykke ned" – i vegetationen, hvis der skulle komme fjender, hvilket typisk er på savanner og bjergskråninger samt i udkanten af menneskers bosteder.

## Udseende
Pelsfarven på disse antiloper varierer en hel del over det store område, hvor de lever. Det menes, at der findes op til 19 underarter, som går fra kastanjebrune i skovklædte egne af Angola til gråsprængte i de nordlige områder og mat lysebrune i tørre områder. De bliver omkring 50 cm høje over skulderen og vejer 12-25 kg, hvor hunnerne oftest er de tungeste. Hannernes horn kan blive op til 11 cm lange.

## Levevis
Parring kan finde sted året rundt, og hunnerne føder normalt én kalv efter en drægtighedsperiode, der kan variere fra 3 til 7½ måned. Dykkerantilopen har en bred smag og æder ud over planteføde som blade, blomster, frugter og rødder også insekter, frøer, småfugle og -pattedyr og ovenikøbet ådsler. Når de har adgang til tilstrækkelig med planteføde, hvorfra de kan få væske, kan de undvære vand i lange perioder. I regnperioder vil de ofte ikke drikke vand overhovedet, men i stedet få væske fra frugter. De vil typisk søge efter disse frugter under træer, hvor aber finder deres føde. Dykkerantiloperne kan være aktive både om dagen og om natten, dog mest om natten i nærheden af mennesker.
En han opretholder et territorium og afsætter kirtelsekreter på sten og grene til at markere dette. Dyrenes foretrukne hvileområder er mest på lidt høje steder i landskabet, hvorfra de har overblik over omgivelserne. Hunnerne foretrækker dog mere skjulte hvilesteder. Artens overlevelsessucces beror dels på de mangeartede landskabsformer, hvori den kan leve, dels på dens brede smag, idet den næsten altid kan finde føde af en eller anden slags.